# Egerfarmos
Egerfarmos là một thị trấn thuộc hạt Heves, Hungary. Thị trấn này có diện tích 23,8 km², dân số năm 2010 là 718 người, mật độ 30 người/km².